# Phyllanthus isalensis
Phyllanthus isalensis là một loài thực vật có hoa trong họ Diệp hạ châu. Loài này được (Leandri) Leandri miêu tả khoa học đầu tiên năm 1934.